# 5-я Гонконгская кинопремия
5-я церемония Гонконгской кинопремии, на которой были отмечены лучшие фильмы 1985 года, состоялась 6 апреля 1986 года в отеле Regent, Гонконг. Во время церемонии вручались награды в 15 категориях.

## Статистика
| Фильм                   | номинации | победы |
| ----------------------- | --------- | ------ |
| • Мистер Вампир         | 12        | 1      |
| • Женщины               | 9         | 0      |
| • Полицейская история   | 7         | 2      |
| • Сердце дракона        | 5         | 1      |
| • Влюблённость          | 5         | 0      |
| • Гонконгские граффити  | 4         | 2      |
| • Любовь с незнакомцем  | 3         | 2      |
| • Нелегальный иммигрант | 3         | 1      |
| • Меня зовут не Сюзи    | 3         | 1      |
| • Да, мадам!            | 3         | 1      |
| • Почему я?             | 2         | 2      |
| • Ночной гость          | 2         | 1      |
| • Неписаный закон       | 2         | 0      |
| • Остров                | 1         | 1      |
| • Мистер Бу и Пом Пом   | 1         | 0      |
| • Давай посмеёмся 2     | 1         | 0      |
| • Купидон               | 1         | 0      |
| • Мои счастливые звёзды | 1         | 0      |
| • Рабочий класс         | 1         | 0      |
| • Филин и Слонёнок      | 1         | 0      |

## Список номинантов и лауреатов
★ Победители выделены отдельным цветом. 
| Номинация                         | Лауреаты и номинанты                                                                                        | Лауреаты и номинанты                                                                          | Лауреаты и номинанты                                                         |
| --------------------------------- | --- | --------------------------------------------------------------------------------------------- | ---------------------------------------------------------------------------- |
| Лучший фильм                      | | ★ «Полицейская история» режиссёр: Джеки Чан                                                   | ★ «Полицейская история» режиссёр: Джеки Чан                                  |
| Лучший фильм                      | • «Женщины» режиссёр: Стэнли Кван                                                                           |                                                                                               |                                                                              |
| Лучший фильм                      | • «Нелегальный иммигрант» режиссёр: Мэйбел Чун                                                              |                                                                                               |                                                                              |
| Лучший фильм                      | • «Мистер Вампир» режиссёр: Рики Лау                                                                        |                                                                                               |                                                                              |
| Лучшая режиссёрская работа        | | ★ Мэйбел Чун за фильм «Нелегальный иммигрант»                                                 | ★ Мэйбел Чун за фильм «Нелегальный иммигрант»                                |
| Лучшая режиссёрская работа        | • Стэнли Кван за фильм «Женщины»                                                                            |                                                                                               |                                                                              |
| Лучшая режиссёрская работа        | • Само Хун за фильм «Сердце дракона»                                                                        |                                                                                               |                                                                              |
| Лучшая режиссёрская работа        | • Рики Лау за фильм «Мистер Вампир»                                                                         |                                                                                               |                                                                              |
| Лучшая режиссёрская работа        | • Джеки Чан за фильм «Полицейская история»                                                                  |                                                                                               |                                                                              |
| Лучшая женская роль               | ★ Полин Вонг за фильм «Любовь с незнакомцем»                                                                | ★ Полин Вонг за фильм «Любовь с незнакомцем»                                                  |                                                                              |
| Лучшая женская роль               | • Кора Мяо за фильм «Женщины»                                                                               |                                                                                               |                                                                              |
| Лучшая женская роль               | • Дини Ип за фильм «Неписаный закон»                                                                        |                                                                                               |                                                                              |
| Лучшая женская роль               | • Пэт Ха за фильм «Меня зовут не Сюзи»                                                                      |                                                                                               |                                                                              |
| Лучшая женская роль               | • Бриджит Линь за фильм «Полицейская история»                                                               |                                                                                               |                                                                              |
| Лучшая мужская роль               | | ★ Кент Чэн за фильм «Почему я?»                                                               | ★ Кент Чэн за фильм «Почему я?»                                              |
| Лучшая мужская роль               | • Чоу Юньфат за фильм «Женщины»                                                                             |                                                                                               |                                                                              |
| Лучшая мужская роль               | • Майкл Хёй за фильм «Мистер Бу и Пом Пом»                                                                  |                                                                                               |                                                                              |
| Лучшая мужская роль               | • Джеки Чан за фильм «Сердце дракона»                                                                       |                                                                                               |                                                                              |
| Лучшая мужская роль               | • Джеки Чан за фильм «Полицейская история»                                                                  |                                                                                               |                                                                              |
| Лучшая женская роль второго плана | | ★ Дини Ип за фильм «Меня зовут не Сюзи»                                                       | ★ Дини Ип за фильм «Меня зовут не Сюзи»                                      |
| Лучшая женская роль второго плана | • Элейн Кам за фильм «Женщины»                                                                              |                                                                                               |                                                                              |
| Лучшая женская роль второго плана | • Джойс Ни за фильм «Гонконгские граффити»                                                                  |                                                                                               |                                                                              |
| Лучшая женская роль второго плана | • Полин Вонг за фильм «Ночной гость»                                                                        |                                                                                               |                                                                              |
| Лучшая мужская роль второго плана | ★ Ман Хой за фильм «Да, мадам!»                                                                             | ★ Ман Хой за фильм «Да, мадам!»                                                               |                                                                              |
| Лучшая мужская роль второго плана | • Кларенс Фок за фильм «Давай посмеёмся 2»                                                                  |                                                                                               |                                                                              |
| Лучшая мужская роль второго плана | • Лам Чинъин за фильм «Мистер Вампир»                                                                       |                                                                                               |                                                                              |
| Лучшая мужская роль второго плана | • Билли Лау за фильм «Мистер Вампир»                                                                        |                                                                                               |                                                                              |
| Лучший сценарий                   | ★ Джейми Люк, Чарльз Тан за фильм «Любовь с незнакомцем»                                                    | ★ Джейми Люк, Чарльз Тан за фильм «Любовь с незнакомцем»                                      |                                                                              |
| Лучший сценарий                   | • Лай Гит, Чиу Канчень за фильм «Женщины»                                                                   |                                                                                               |                                                                              |
| Лучший сценарий                   | • Ын Сиюнь за фильм «Неписаный закон»                                                                       |                                                                                               |                                                                              |
| Лучший сценарий                   | • Барри Вонг, Зето Чеук-Хон за фильм «Мистер Вампир»                                                        |                                                                                               |                                                                              |
| Лучший сценарий                   | • Алекс Ло за фильм «Нелегальный иммигрант»                                                                 |                                                                                               |                                                                              |
| Лучший новый актёр                | ★ Джойс Ни за фильм «Гонконгские граффити»                                                                  | ★ Джойс Ни за фильм «Гонконгские граффити»                                                    |                                                                              |
| Лучший новый актёр                | • Мишель Йео за фильм «Да, мадам!»                                                                          |                                                                                               |                                                                              |
| Лучший новый актёр                | • Марк Чэн за фильм «Купидон»                                                                               |                                                                                               |                                                                              |
| Лучший новый актёр                | • Билли Лау за фильм «Мистер Вампир»                                                                        |                                                                                               |                                                                              |
| Лучшая операторская работа        | ★ Пун Хан-Сан за фильм «Остров»                                                                             | ★ Пун Хан-Сан за фильм «Остров»                                                               |                                                                              |
| Лучшая операторская работа        | • Билл Вонг за фильм «Женщины»                                                                              |                                                                                               |                                                                              |
| Лучшая операторская работа        | • Питер Нгор за фильм «Мистер Вампир»                                                                       |                                                                                               |                                                                              |
| Лучшая операторская работа        | • Абдул М. Румджан за фильм «Влюблённость»                                                                  |                                                                                               |                                                                              |
| Лучшая операторская работа        | • Чун Ю-Джо за фильм «Полицейская история»                                                                  |                                                                                               |                                                                              |
| Лучший монтаж                     | ★ Чоу Сеунг-Ган за фильм «Гонконгские граффити»                                                             | ★ Чоу Сеунг-Ган за фильм «Гонконгские граффити»                                               |                                                                              |
| Лучший монтаж                     | • Питер Чун за фильм «Полицейская история»                                                                  |                                                                                               |                                                                              |
| Лучший монтаж                     | • Питер Чун за фильм «Мистер Вампир»                                                                        |                                                                                               |                                                                              |
| Лучший монтаж                     | • Чун Квок-Кюн, Нг Фун-Лам за фильм «Влюблённость»                                                          |                                                                                               |                                                                              |
| Лучшая работа художника           | ★ Люк Сук-Юэнь за фильм «Ночной гость»                                                                      | ★ Люк Сук-Юэнь за фильм «Ночной гость»                                                        |                                                                              |
| Лучшая работа художника           | • Тони Ау за фильм «Женщины»                                                                                |                                                                                               |                                                                              |
| Лучшая работа художника           | • Уильям Чанг за фильм «Влюблённость»                                                                       |                                                                                               |                                                                              |
| Лучшая работа художника           | • Хонни Лам за фильм «Мистер Вампир»                                                                        |                                                                                               |                                                                              |
| Лучшая работа художника           | • Рэймонд Ли за фильм «Меня зовут не Сюзи»                                                                  |                                                                                               |                                                                              |
| Лучшая постановка экшена          | | ★ Джеки Чан, Ассоциация каскадёров Джеки Чана за фильм «Полицейская история»                  | ★ Джеки Чан, Ассоциация каскадёров Джеки Чана за фильм «Полицейская история» |
| Лучшая постановка экшена          | • Кори Юэнь, Ман Хой за фильм «Да, мадам!»                                                                  |                                                                                               |                                                                              |
| Лучшая постановка экшена          | • Юань Бяо, Лам Чинъин за фильм «Мистер Вампир»                                                             |                                                                                               |                                                                              |
| Лучшая постановка экшена          | • Ассоциация каскадёров Саммо Хуна, Юань Бяо за фильм «Мои счастливые звёзды»                               |                                                                                               |                                                                              |
| Лучшая постановка экшена          | • Ассоциация каскадёров Саммо Хуна, Юань Бяо за фильм «Сердце дракона»                                      |                                                                                               |                                                                              |
| Лучшая музыка                     | ★ Алестер Монтейт-Ходж, The Melody Bank за фильм «Мистер Вампир»                                            | ★ Алестер Монтейт-Ходж, The Melody Bank за фильм «Мистер Вампир»                              |                                                                              |
| Лучшая музыка                     | • Стивен Шин, Со Цзян-Хау, Ло Винг-Фай за фильм «Женщины»                                                   |                                                                                               |                                                                              |
| Лучшая музыка                     | • Лоуэлл Ло за фильм «Влюблённость»                                                                         |                                                                                               |                                                                              |
| Лучшая музыка                     | • Шерман Чоу, Келвин Пун, Вайолет Лам за фильм «Сердце дракона»                                             |                                                                                               |                                                                              |
| Лучшая песня                      | ★ Композитор: Лам Ман-Йи • Текст: Пун Юен Люн • Исполнитель: Су Руи за фильм «Сердце дракона»               | ★ Композитор: Лам Ман-Йи • Текст: Пун Юен Люн • Исполнитель: Су Руи за фильм «Сердце дракона» |                                                                              |
| Лучшая песня                      | • Композитор: Сэм Хёй • Текст: Ричард Лам • Исполнитель: Сэм Хёй за фильм «Рабочий класс»                   |                                                                                               |                                                                              |
| Лучшая песня                      | • Композитор: Лоуэлл Ло • Текст: Сьюзан Тан • Исполнитель: Лоуэлл Ло за фильм «Влюблённость»                |                                                                                               |                                                                              |
| Лучшая песня                      | • Композитор: Джордж Лам • Текст: Ченг Квок Конг • Исполнитель: Джордж Лам за фильм «Филин и Слонёнок»      |                                                                                               |                                                                              |
| Лучшая песня                      | • Композитор: Андерс Нельссон • Текст: Ченг Квок Конг • Исполнитель: Группа Кит Йи за фильм «Мистер Вампир» |                                                                                               |                                                                              |
| Спецприз жюри                     | | ★ Кент Чэн за фильм «Почему я?»                                                               | ★ Кент Чэн за фильм «Почему я?»                                              |
| Спецприз жюри                     | • Терри Тонг за фильм «Гонконгские граффити»                                                                |                                                                                               |                                                                              |
| Спецприз жюри                     | • Джейми Люк за фильм «Любовь с незнакомцем»                                                                |                                                                                               |                                                                              |